# Batalha de Lobositz
A Batalha de Lobositz, Lovosice ou Lowositz, de 1 de outubro de 1756, foi a batalha de abertura da Terceira Guerra Silesiana, parte da Guerra Dos Sete Anos. Frederico, o Grande, com uma força de 28 000 Prussianos, foi impedido por 33 000 austríacos sob o comando de Maximiliano Ulysses de continuar a sua invasão das planícies boémias, o que forçou Frederico a voltar para o norte, para a Saxónia, ficando lá durante o inverno.